# Makode Linde

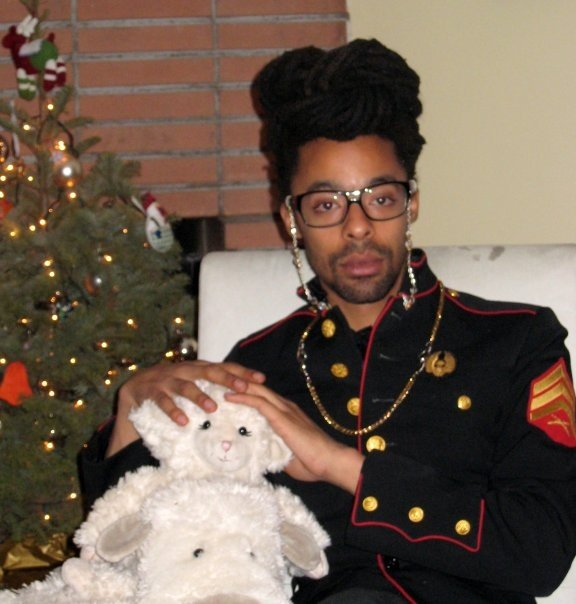
Makode Linde 2008.

Makode Alexander Joel Linde[uttal], född 28 juni 1981 i Stockholm, är en svensk konstnär, musiker och dj, bosatt i Berlin. 

## Biografi
Linde är näst yngsta syskonet i en skara på sex barn. Hans mor spelar barnteater och hans far är musiker. Han har studerat på Konstfack, California College of the Arts och Kungliga konsthögskolan.

### Tidiga projekt
År 2008 var han medarrangör till en klubb på krogen F12 i Stockholm där han framträdde som trollkarl med levande kycklingar målade i olika färger. Händelsen ledde till åtal för djurplågeri, men han friades i domstol.
År 2010 fick han uppdraget att utsmycka Berns och gjorde då en tapet som heroiskt porträtterar klubbprofiler och dj:s.

### Painful Cake2012
Lindes konst uppmärksammades internationellt genom ett evenemang på Moderna museet i Stockholm i april 2012. Till 75-årsfirandet av Konstnärernas riksorganisation (KRO) hade han bjudits in att utforma en tårta som senare kom att kallas Painful Cake. Han gjorde tårtan i form av en svart Venus från Willendorf, men med sitt eget huvud sminkat som en klassisk karikatyr av svarta personer, en så kallad "golliwogg" vilket är snarlikt "blackface". När första tårtbiten skars, till synes av kvinnans underliv, skrek konstnären. Det videofilmades och effekten ökades av att första tårtbiten skars av kulturminister Lena Adelsohn Liljeroth. Många betraktade konstverket som rasistiskt och händelsen anmäldes till Justitieombudsmannen. Afrosvenskarnas riksförbund krävde kulturministerns avgång. Konstnären menade sig vara missförstådd och hävdade att verket istället skildrade "hur vita symboliskt konsumerar svarta, styckar deras kroppsdelar och äter".
När evenemanget var över tog Linde med sig överbliven tårta hem. Linde och Adelsohn Liljeroth hade aldrig någon konflikt om händelsen och blev vänner på Facebook. Efter den stora uppståndelsen postade Linde ett inlägg där han skrev ungefär "Jag har lite tårta om någon kommer över med några Valium", på vilket Adelsohn Liljeroth svarade "Tack, jag är mätt."

### Övriga projekt
Linde har även samarbetat med ett flertal popmusiker. Bland annat gjorde han omslaget till Kents album Röd, gjort merchandise för Lady Gaga samt videon till Zhalas singel "Slippin Around".

## Priser och utmärkelser
- Nominerad till Dagens Nyheters kulturpris (konst) 2013[9]
- Årets konstnär 2013, Strömstads kommun[4]

## Utställningar i urval
- Afromantics XXL – Kungsträdgården, Stockholm 2012[7]
- Painful Cake – Moderna Museet, Stockholm, 2012
- Negerkungens återkomst – Stadsteatern, Kulturhuset, Stockholm, 2016

Linde finns representerad vid bland annat Röhsska museet och Nationalmuseum i Stockholm.

## Diskografi
- 2009 – Just Like You feat Makode
- 2009 – Dolly Street feat Makode
- 2012 – Todeloo Makode Mix